# Jean-Marie Dupont
Jean-Marie Dupont est un journaliste français.

## Biographie
Né le 9 juillet 1938 à Lambersart, président de l'Association générale des étudiants de Lille (AGEL) en 1959, vice président de l'Union nationale des étudiants de France (UNEF) en 1960-61, ancien élève de Sciences Po Bordeaux et de l'École supérieure de journalisme de Lille, Jean-Marie Dupont a fait l'essentiel de sa carrière au quotidien Le Monde, dont il a été président de la société des rédacteurs de 1973 à 1977, avant de devenir directeur-adjoint puis directeur de la communication. 
Il a ensuite dirigé la station Aquitaine de France 3,, où il a lancé le décrochage local de Euskal Herri Pays Basque en 1991, avant de prendre la direction de la Communication de France 3 en 1996. Il a présidé le Centre de liaison de l'enseignement et des médias d'information(Clemi) de 1998 à 2014.
Il a été président du festival Biarritz - Amérique Latine de 2007 à 2014 et signataire de l'Appel en faveur d'une charte et d'une instance pour l'éthique et la qualité de l'information. 
Jean-Marie Dupont fait partie, avec Olivier Da Lage, Marie-Laure Augry, médiatrice de France 3 ou Lorenzo Virgili, du groupe des personnalités chargées par Bruno Frappat de rédiger un projet de code de déontologie, des journalistes amené à prendre la succession de la charte du SNJ et de la charte de Munich.